# PRIVATE MALE
『PRIVATE MALE』（プライベート・メール）は1983年4月21日にリリースされた門あさ美の5枚目のアルバムである。

## 解説
タイトル「PRIVATE MALE」は「愛人」の意味。アルバムのトータルサウンドは井上鑑が担当。AOR系のアレンジ。

## 収録曲
全曲、作詞・作曲：門あさ美　編曲：井上鑑。

### Side A
1. ミストレス (4:14)
2. ミステイク パートナー (3:46)
3. Mrs.アバンチュール (3:52)
4. 夕凪ぎ (3:33)
5. うわさ (4:15)

### Side B
1. TO ONE TWO ONE (3:44)
2. きゅっとぎゅっといい (3:00)
3. 感度は良好 (3:47)
4. 愛情回路 (4:15)
5. 極上フレンド (4:12)

## 参加ミュージシャン
- 井上鑑 - キーボード
- 山木秀夫 - ドラムス
- 高水健司 - ベース
- 岡沢茂 - ベース
- 今剛 - ギター
- 土方隆行 - ギター
- 浜口茂外也 - パーカッション
- 土岐英史 - サックス
- ジェイク・コンセプション - サックス
- 数原晋 - トランペット
- EVE - コーラス

## リリース日一覧
| 地域 | リリース日     | レーベル                               | 規格                      | カタログ番号 | 備考         |
| ---- | -------------- | -------------------------------------- | ------------------------- | ------------ | ------------ |
| 日本 | 1983年4月21日  | ユニオン                               | 30cmLP                    | UL-9         |              |
| 日本 | 1983年4月21日  | ユニオン                               | カセット                  | U4BC-20      |              |
| 日本 | 1985年6月21日  | ユニオン                               | 12cmCD                    | 30CH-36      |              |
| 日本 | 1990年11月21日 | コンチネンタル                         | 12cmCD                    | TECN-18057   |              |
| 日本 | 2005年8月4日   | ヤマハミュージックコミュニケーションズ | デジタル・ダウンロード    | 74915333     | iTunes Store |
| 日本 | 2007年10月24日 | ビクターエンタテインメント             | デジタルリマスター 12cmCD | VICL-62613   | 紙ジャケット |